# Satelitní přijímač

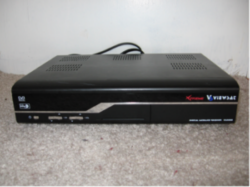
Satelitní přijímač

Satelitní přijímač, satelitní tuner (někdy také satelitní set-top box) dekóduje signál, který je přijatý parabolickou anténou, zkonvertovaný LNB umístěným v ohnisku antény na nižší frekvenci a přivedený koaxiálním kabelem. Po roce 2012 je dostupné prakticky výhradně digitální satelitní vysílání, analogové satelitní vysílání pro Evropu bylo ukončeno s vypnutím posledních analogových transpondérů satelitů Astra vysílajících z pozice 19,2°E dne 30.04.2012. Digitální satelitní přijímač dekóduje signál DVB-S (MPEG-2) nebo DVB-S2 (High-definition video MPEG-4), jeho výstupem videosignál, který je přiveden do televizoru (obvykle HDMI kabelem, případně SCART nebo S-Video). V současnosti má mnoho televizorů satelitní přijímač zabudovaný.

## Kódování
Satelitní vysílání je u mnoha stanic kódováno, rozlišujeme programy FTA (Free to air, nekódované), FTV (Free to view, kódované, ale platí se pouze poplatek za vydání karty), zcela placené (nutné platit měsíční poplatky). Dekódování je řešeno většinou pomocí modulu podmíněného přístupu, který je zasunut do satelitního přijímače (rozhraní Common Interface – CI) a ve kterém je dále zasunuta smart karta s dekódovacími klíči.
Na konci roku 2022 se používaly zejména tyto systémy podmíněného přístupu (šifrovací algoritmy):
- Nagravision 3
- Seca/Mediaguard
- Conax
- Viaccess
- Irdeto
- Cryptoworks
- Videoguard